# Xinlong (ort i Kina, Hainan Sheng, lat 18,95, long 108,68)
Xinlong är en ort i Kina. Den ligger i provinsen Hainan, i den södra delen av landet, omkring 210 kilometer sydväst om provinshuvudstaden Haikou. Antalet invånare är 17 047. Befolkningen består av 8 264 kvinnor och 8 783 män. Barn under 15 år utgör 23,0 %, vuxna 15-64 år 69 %, och äldre över 65 år 7,0 %.
Runt Xinlong är det ganska tätbefolkat, med 172 invånare per kvadratkilometer. Närmaste större samhälle är Gancheng, 11,9 km söder om Xinlong. Omgivningarna runt Xinlong är en mosaik av jordbruksmark och naturlig växtlighet.
Genomsnittlig årsnederbörd är 1 491 millimeter. Den regnigaste månaden är augusti, med i genomsnitt 262 mm nederbörd, och den torraste är januari, med 11 mm nederbörd.